# Bogandinski
Bogandinski (en rus: Богандинский) és un poble (possiólok) de l'óblast de Tiumén, a Rússia que el 2015 tenia 10.348 habitants.